# So Excited (single)
Pour les articles homonymes, voir So Excited.
Singles de Janet Jackson
Call On Me
(2006) Feedback
(2008)
So Excited est le second single de Janet Jackson figurant sur l'album 20 Y.O..
Il est en collaboration avec la rappeuse Khia.
Ce titre est produit conjointement par Jermaine Dupri et sa team de production et le duo travaillant habituellement avec Janet Jimmy Jam & Terry Lewis